# Savez reformskih snaga Jugoslavije
Savez reformskih snaga Jugoslavije (SRSJ) je bila politička stranka u bivšoj SFR Jugoslaviji.
Osnivatelj je bio Ante Marković, u siječnju 1990. nakon raspada Saveza komunista Jugoslavije. Stranka se protivila izdvajanju republika i pokrajina iz sastava Jugoslavije.
U prosincu 1990. srbijanski političar Ivan Đurić je izabran kao zajednički kandidat SRSJ i Udruženja za jugoslavensku demokratsku inicijativu. 
U Bosni i Hercegovini na prvim parlamentarnim izborima u studenome 1990. SRSJ je postigla 12 od 130 mjesta.  Njihovo glavno uporište se nalazilo u gradu Tuzli. 
U Crnoj Gori su na prvim parlamentarnim izborima najbolje rezultate postigli u Boki kotorskoj. 

## Članovi
Među članovima SRSJ u Bosni i Hercegovini bili su između ostalog Selim Bešlagić i Milorad Dodik. SRSJ se je kasnije pretvorila u Savez nezavisnih socijaldemokrata (SNSD-Savez nezavisnih socijaldemokrata) i Socijaldemokratsku partiju Bosne i Hercegovine.